# فريدريك فورسبرغ
فريدريك فورسبرغ (بالسويدية: Fredrik Forsberg)‏ هو لاعب هوكي الجليد سويدي، ولد في 12 ديسمبر 1996 في أوبسالا في السويد.

## وصلات خارجية
- فريدريك فورسبرغ على موقع EliteProspects.com (الإنجليزية)